# Kantatie 87
Pour les articles homonymes, voir Route 87.
La route principale 87 (en finnois : Kantatie 87) est une route principale allant de Iisalmi jusqu'à Nurmes en Finlande.

## Description
La route principale 87 est le prolongement en direction de Nurmes de la 
route nationale  27 qui va de Kalajoki à Iisalmi.

## Parcours
La route parcourt les municipalités suivantes :
- Iisalmi
- Sonkajärvi
- Rautavaara
- Nurmes